# محمد الشامسي
محمد الشامسي (مواليد 4 يناير 1997) لاعب كرة قدم إماراتي دولي يجيد اللعب كحارس مرمى مع نادي الوحدة في دوري الخليج العربي الإماراتي .
تدرج في نادي الوحدة في الفئات السنية إلى أن وصل للفريق الأول في عام 2016 .

## روابط خارجية
- محمد الشامسي على موقع إي إس بي إن إف سي (الإنجليزية)
- محمد الشامسي على موقع قاعدة بيانات كرة القدم.إي يو (الإنجليزية)
- محمد الشامسي على موقع ناشيونال فوتبول تيمز (الإنجليزية)
- محمد الشامسي على موقع Soccerway.com (الإنجليزية)
- محمد الشامسي على موقع عالم كرة القدم.نت (الإنجليزية)
- محمد الشامسي على موقع كووورة